# District de Shifeng
Le district de Shifeng (石峰区 ; pinyin : Shífēng Qū) est une subdivision administrative de la province du Hunan en Chine. Il est placé sous la juridiction de la ville-préfecture de Zhuzhou.